# لوتتیم
لوتِتیُم عنصری شیمیایی با نماد Lu و عدد اتمی ۷۱ است. یک فلز سفید نقره‌ای است که مقاوم در برابر فرسایش در محیط خشک است، اما در هوای مرطوب نه. این عنصر آخرین عنصری است که در گروه لانتانیدها قرار دارد (یا در مواردی در نظر گرفته عنصر اول از ۶ دوره فلزات واسطه)، و به‌طور سنتی در میان عناصر خاکی کمیاب به حساب می‌شود. لوتتیم در سال ۱۹۰۷ توسط ژرژ اوربان دانشمند فرانسوی، بارون کارل اور فون ولباخ، معدن‌شناس اتریشی و چارلز جیمز، شیمیدان آمریکایی کشف شد. همه این مردان، لوتتیم را به عنوان یک ناخالصی در ایتربیم معدنی، تشخیص دادند.
ژرژ اوربان، نخست نام "lutecium" را برای این عنصر جدید انتخاب کرد؛ اما در سال ۱۹۴۹ نگارشِ عنصرِ ۷۱، به لوتتیم تغییر یافت.
لوتتیم یک ماده بسیار فراوان نیست، هر چند به‌طور قابل توجه بیشتر از نقره در پوسته زمین است. لوتتیم-۱۷۶ (۲٫۵٪) ایزوتوپ رادیواکتیو نسبتاً فراوان با نیمه‌عمر حدود ۳۸ میلیارد سال است، و بنابراین برای تعیین سن شهاب‌سنگ‌ها اهمیت دارد. لوتتیم معمولاً در ارتباط با ایتریم عنصری رخ می‌دهد و گاهی در آلیاژهای فلزی است و به عنوان یک کاتالیزور در واکنش‌های شیمیایی مختلف استفاده می‌شود. لوتتیم-۱۷۷ به-DOTA-تیت برای درمان رادیونوکلئید (پزشکی هسته‌ای را ببینید) در تومورهای غددی عصبی استفاده می‌شود.